# Terminal Internacional de PSA Panamá
La Terminal Internacional de PSA Panamá o el Puerto de Rodman es un puerto construido por PSA International en el lugar donde estaba la antigua base naval estadounidense de Rodman en Ciudad de Panamá (Panamá). En marzo de 2007, PSA anunció sus planes de construir un puerto en Panamá, el primero en América, que se ubicaría en la entrada del Pacífico del Canal de Panamá. La concesión del puerto fue aprobada por la Asamblea nacional de Panamá en abril de 2008. El puerto se abrió en diciembre de 2010, el primer barco en utilizar el puerto fue el «Beluga Festival».